# Station Skolimów
Station Skolimów is een spoorwegstation in de Poolse plaats Konstancin-Jeziorna.